# Ibrahim ad-Disuki
Ibrahim Nasir Ibrahim Abd al-Baki ad-Disuki (arab. إبراهيم ناصر إبراهيم عبد الباقي الدسوقي; ur. 9 sierpnia 1990) – egipski zapaśnik walczący w stylu klasycznym. Zajął 26 miejsce na mistrzostwach świata w 2015. Złoty medalista igrzysk afrykańskich w 2015. Triumfator mistrzostw Afryki w 2015 i drugi w 2011. Mistrz igrzysk panarabskich w 2011. Brązowy medalista igrzysk wojskowych w 2015.